# Ayourou
Ayourou (o Ayorou) és una ciutat del nord-oest del Níger, de la regió de Tillabéri i departament de Tillabéri.
Està situada a 208 km al nord-oest de la capital Niamey a prop de la frontera amb Mali. L'antiga ciutat està establerta a l'illa epònima del Riu Níger. És coneguda pel seu mercat d'animals i per la seva vida salvatge que inclou a hipopòtams i ocells.